# Costa de Ningaloo
La Costa de Ningaloo és una franja d'escull de corall situada enfront de la costa oest d'Austràlia, aproximadament a 1.200 quilòmetres al nord de Perth. Està inscrit a la llista del Patrimoni de la Humanitat de la UNESCO des del 2011.

## Característiques
L'escull és de 260 quilòmetres de llarg i és el major escull de corall vorejant la costa d'Austràlia i l'únic tan a prop de la massa continental. És conegut per les concentracions d'aliments estacionals del tauró balena, i el debat que envolta a la conservació del desenvolupament turístic potencial. El 1987, l'escull i les aigües circumdants foren designades com al Parc Marí Ningaloo.